# Pyl (Familie)

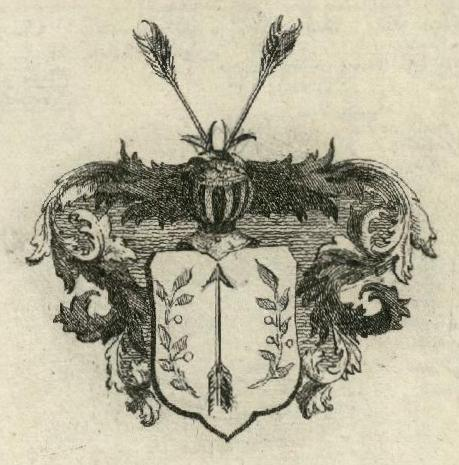
Wappen der Familie Pyl

Die Pyl sind ein in Vorpommern weit verzweigtes Geschlecht von Akademikern, das seit dem 17. Jahrhundert zahlreiche evangelische Pastoren, Juristen und Mediziner hervorgebracht hat und für das anfangs die Stadt Stralsund, später auch die Stadt Greifswald einen wichtigen Lebensmittelpunkt bildete.
Die Familie ist zu unterscheiden von dem gleichnamigen, wappenverwandten emsländischen Adelsgeschlecht Pyl. Eine Stammesverwandtschaft ist nicht nachgewiesen.

## Geschichte
1410 erhielt ein wohl aus den Niederlanden zugewanderter Berthold Pyl in Stralsund das Bürgerrecht. Bertholds Sohn Paul wurde in Stralsund Kaufmann. Dessen 1568 geborener Sohn Lucas war der Stammvater aller weiteren prominenten Vertreter der vorpommerschen Familie Pyl. 
- Lucas Pyl (1568–1616), Pastor an St. Marien in Stralsund
  - Lucas Pyl (1602–1673), Pastor an St. Jakobi in Stralsund
    - Lucas Pyl (1631–1682), Pastor an St. Marien in Stralsund
    - Heinrich Pyl (* 1634), Kaufmann in Stockholm
      - Johann Christoph Pyl, Arzt in Indien und Kopenhagen
      - Lucas Pyl, Hauptmann in Schwedischen Diensten, fiel 1700 in der Schlacht bei Narva
        - Johann Pyl (1694–1768), Kaufmann, lebte in Russland, Stockholm und Stralsund

    - Gottfried Pyl (1641–1698), Bürgermeister in Stralsund
    - Theodor Pyl (1647–1723), Pastor an St. Nikolai in Greifswald
      - Christoph Pyl (1678–1739), Rektor in Anklam und historischer Schriftsteller
        - Maria Margarethe Pyl (1726–1788) ⚭ Johann Brandanus Engelbrecht

      - Theodor Pyl (1681–1723), Anwalt in Greifswald
        - Theodor Pyl (1718–1759), Arzt in Barth
          - Johann Theodor Pyl (1749–1794), Arzt in Berlin
          - Paul Gottfried Pyl (1751–1830), Anwalt in Greifswald, ⚭ I. Agnete Hagemeister (1759–1800), Schwester von Johann Gottfried Hagemeister und Emanuel Friedrich Hagemeister; ⚭ II. Sophie Gesterding († 1829), Tochter von Christoph Gottfried Nicolaus Gesterding
            - aus I.: Gottfried Theodor Pyl (1791–1853), Anwalt in Greifswald
              - Theodor Pyl (1826–1904), Historiker in Greifswald

            - aus II.: Wilhelm Pyl (1803–1863) ⚭ Friederike Hagemeister
            - aus II.: Pauline Pyl (1804–1833) ⚭ Johann Carl Heinrich Hagemeister

      - Gottfried Pyl (1690–1748),	Pastor an St. Nikolai in Greifswald